# Organoactínido

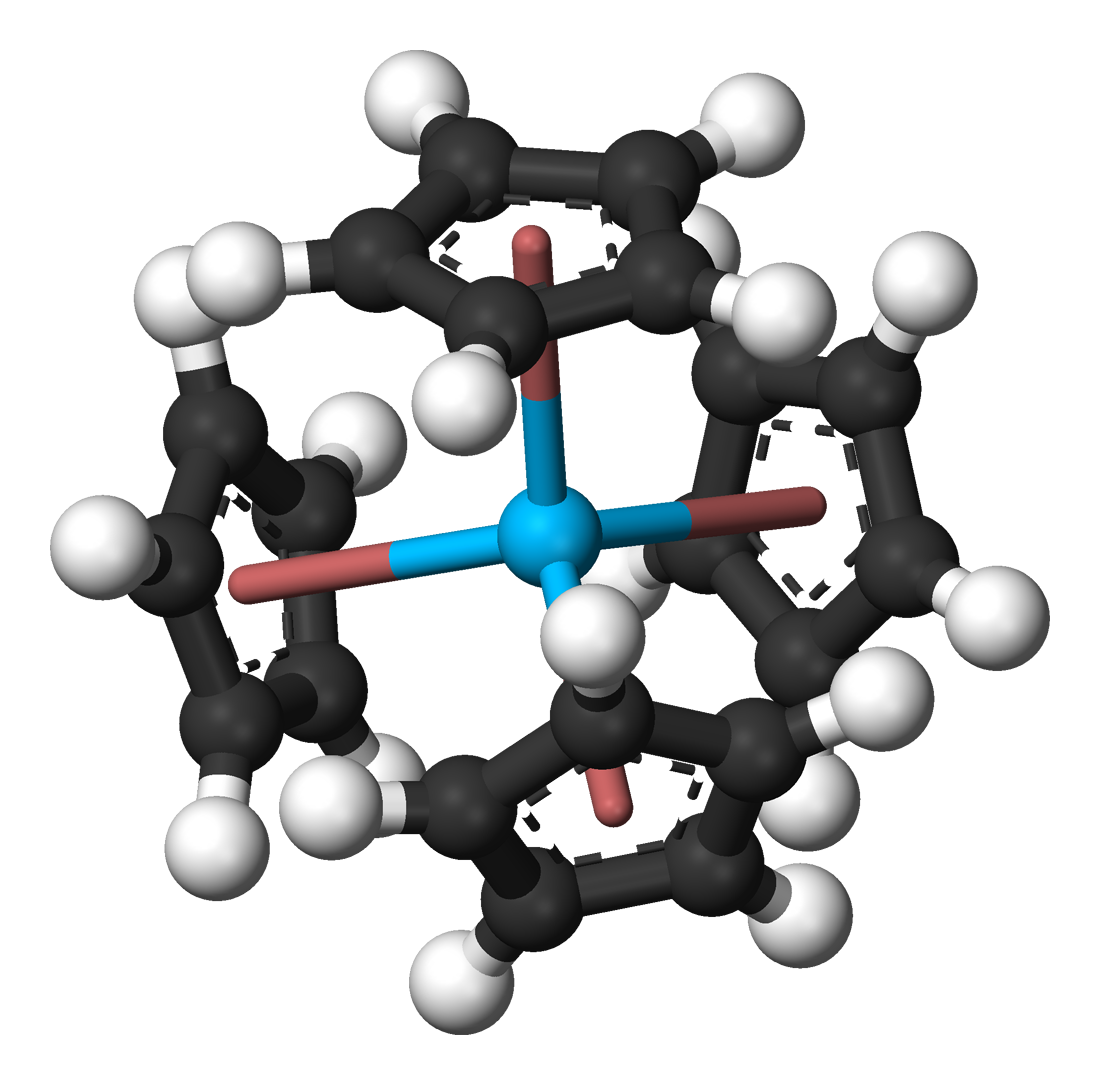
Esquema tridimensional del ciclopentadienil torio IV.

Organoactínido es un compuesto químico que contiene un enlace entre un elemento actínido y un átomo de carbono.

## Enlaces químicos del carbono con el resto de átomos
| CH  |     |     |     |     |     |     |     |     |     |     |     |     |     |     |     |     |     | He  |
| CLi | CBe |     |     |     |     |     |     |     |     |     |     | CB  | CC  | CN  | CO  | CO  | CF  | Ne  |
| CNa | CMg |     |     |     |     |     |     |     |     |     |     | CAl | CSi | CP  | CS  | CS  | CCl | CAr |
| CK  | CCa | CSc | CTi | CV  | CCr | CMn | CFe | CCo | CNi | CCu | CZn | CGa | CGe | CAs | CSe | CSe | CBr | CKr |
| CRb | CSr | CY  | CZr | CNb | CMo | CTc | CRu | CRh | CPd | CAg | CCd | CIn | CSn | CSb | CTe | CTe | CI  | CXe |
| CCs | CBa |     | CHf | CTa | CW  | CRe | COs | CIr | CPt | CAu | CHg | CTl | CPb | CBi | CPo | CPo | CAt | Rn  |
| Fr  | CRa | Rf  | Db  | CSg | Bh  | Hs  | Mt  | Ds  | Rg  | Cn  | Nh  | Fl  | Mc  | Lv  | Lv  | Ts  | Og  |     |
|     |     | ↓   |     |     |     |     |     |     |     |     |     |     |     |     |     |     |     |     |
|     |     | CLa | CCe | CPr | CNd | CPm | CSm | CEu | CGd | CTb | CDy | CHo | CEr | CTm | CYb | CYb | CLu |     |
|     |     | Ac  | CTh | CPa | CU  | CNp | CPu | CAm | CCm | CBk | CCf | CEs | Fm  | Md  | No  | No  | Lr  |     |

| Química orgánica básica.                        | Muchos usos en Química.           |
| Investigación académica, pero no un amplio uso. | Enlace desconocido / no evaluado. |